# Farafangana (district)
Farafangana is een district van Madagaskar in de regio Atsimo-Atsinanana. Het district telt 323.906 inwoners (2011) en heeft een oppervlakte van 2.621 km², verdeeld over 32 gemeentes. De hoofdplaats is Farafangana.